# Protocollo di Ginevra (1925)
Il Protocollo concernente la proibizione dell'uso in guerra di gas asfissianti, tossici o simili e di mezzi batteriologici (detto anche Protocollo di Ginevra ) è il primo testo internazionale a vietare l'uso delle armi chimiche e delle armi biologiche nei conflitti armati internazionali. Il Protocollo fu sottoposto all'approvazione delle nazioni il 17 giugno 1925 alla conferenza sul controllo del commercio internazionale di armi e munizioni a Ginevra ed entrò in vigore l'8 febbraio 1928.

## Adesione
Al mese di settembre del 2020 avevano aderito al protocollo 146 nazioni. Il Protocollo è generalmente considerato parte integrante del diritto internazionale consuetudinario e come tale tutti gli Stati, che abbiano aderito o meno, sono vincolati dalle sue disposizioni.

## Campo di applicazione del protocollo
La portata del protocollo rimane molto limitata perché non vieta la produzione, lo sviluppo, l’acquisizione e lo stoccaggio di armi chimiche e biologiche. Inoltre, non prevede alcuna struttura o sistema di controllo delle sue disposizioni. Infine, al momento della firma del protocollo, molti Stati hanno dichiarato di riservarsi il diritto di ritorsioni nel caso in cui un altro Stato avesse utilizzato tali armi contro di essi (la maggior parte di queste nazioni, tuttavia, ha revocato queste restrizioni dopo l'entrata in vigore della Convenzione sulle armi biologiche e la Convenzione sulle armi chimiche).
Oggi la produzione, lo sviluppo, l’acquisizione, lo stoccaggio e l’uso di armi chimiche e biologiche sono vietati dalla Convenzione sulla proibizione delle armi biologiche firmata nel 1972 e dalla Convenzione sulla proibizione delle armi biologiche firmate nel 1993.

## Storia
Durante la prima guerra mondiale le truppe francesi e tedesche fecero ampio uso di armi chimiche, tra cui cloro, fosgene e iprite in forma gassosa. L'uso massiccio di queste armi (più di 124 000 tonnellate di agenti chimici usati nell'arco del conflitto) causò la morte di 90 000 persone e il ferimento di quasi un milione.
Dopo la guerra, il Trattato di Versailles proibì alla Germania sconfitta di importare o sviluppare armi chimiche. Trattati con disposizioni simili furono firmati per Austria, Bulgaria e Ungheria. Fu infine nel 1925, durante la Conferenza sul controllo del commercio internazionale di armi e munizioni, che la Francia propose un protocollo che vietava l'uso delle armi chimiche. Su proposta della Polonia il testo venne esteso alle armi biologiche.